# Gwanghwamun
Gwanghwamun ou Porte de Gwanghwa (en hangeul 광화문) est la porte principale du palais de Gyeongbokgung, dans l'arrondissement Jongno-gu, au cœur de la ville de Séoul en Corée du Sud.

## Architecture
Cette magistrale porte possède un pavillon à double toiture et trois portes, qui en fait la plus grande de toutes les portes de la dynastie Joseon.

## Histoire

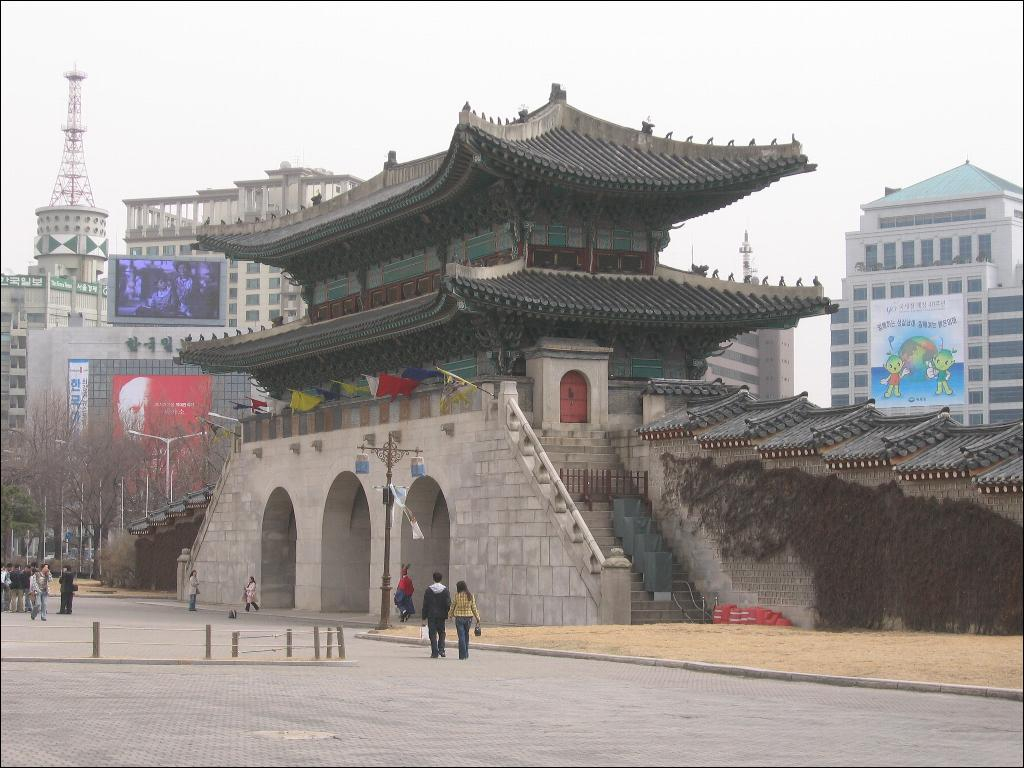
Vue générale (2006).

Gwanghwamun a été construite en 1395 sous le roi Taejo. Elle souffre plusieurs fois des différents guerres et invasions : elle est notamment brûlée en 1592 lors de l'invasion japonaise, déplacée en 1926 lors de la construction du gouvernement général pendant l'occupation japonaise, et presque anéantie pendant la guerre de Corée (1950-1953).

## Restauration
Restaurée dans la forme qu'elle avait à l'époque du roi Gojong, elle est visible au public depuis août 2010 et est un lieu touristique majeur de Séoul. Elle est accessible par la station Gwanghwamun du métro de Séoul (ligne 5).